# Иосемская жаба
Иосемская жаба (лат. Anaxyrus canorus) — вид бесхвостых земноводных из семейства настоящих жаб.
Длина тела от 4,4 до 7 см. Распространена в горах Сьерра-Невада в Калифорнии. Напоминает западноамериканскую жабу, но имеет гладкую кожу. Самцы и самки имеют очень разный цвет кожи. Самцы имеют бледную или тёмно-оливковую кожу с маленькими тёмными пятнами или без них, а самки имеют яркие пятна по всему телу. Обычно не имеют спинной полосы.